# Sören Häggroth
Rolf Sören Häggroth, född 3 december 1946, är en svensk politiker (socialdemokrat), akademiker och ämbetsman.
Häggroth är filosofie doktor i statsvetenskap och tidigare statssekreterare på Finansdepartementet respektive Inrikesdepartementet. Han var därefter generaldirektör och chef för Fortifikationsverket, innan han 2009 efterträddes av Lena Jönsson.
Sören Häggroth utredde under 2005 förhållandet mellan svenska staten och Sveriges kommuner åt Ansvarskommittén och föreslog i en skrift i december 2005 att antalet kommuner borde minskas. I pressen nämnde han som ett tankeexempel siffran 100 kommuner istället för 290 inom 10-15 år.
Idag är Häggroth pensionär, men arbetar bland annat som ordförande i Kommuninvests Kunskapscentrum.

## Publikationer i urval
- Sören Häggroth: Staten och kommunerna, Ansvarskommitténs skriftserie, december 2005
- Sören Häggroth och Carl-Gunnar Peterson, Kommunalkunskap : så fungerar din kommun, Hjalmarson & Högberg, Stockholm. 3:e upplagan 2002 (1:a upplagan 1998)